# Figlio della lupa
I figli della lupa era un'organizzazione ideata dall'Opera nazionale balilla durante il ventennio fascista in Italia di cui facevano parte i bambini dai 6 agli 8 anni. Le bambine in questa fascia d’età facevano parte delle figlie della lupa.
La denominazione, «figli della lupa» si riallacciava alla leggenda di Romolo e Remo, figli di Rea Silvia, allattati da una lupa: da qui la metafora. 

## Accesso
Dall'anno 1933, in Italia, chiunque si iscrivesse alla scuola elementare ne faceva automaticamente parte.
A partire dal 1936 l'iscrizione avvenne direttamente al momento dell'iscrizione all'anagrafe dopo la nascita. 

## La divisa
Le loro uniformi vennero create dal pittore Mario Pompei, noto ai tempi anche come illustratore di giornali per ragazzi. La divisa era composta da:
- fez in lana nera
- camicia di tipo sportivo di cotone nero, con cinturone color bianco che raccoglieva le due bretelle
- pantaloni in lana grigio-verde, di media lunghezza
- calzettoni in lana grigio-verde con due righe nere sulle rovescie
- scarpe nere in cuoio
- guanti di filo bianco (solo nel periodo invernale).

Quella delle figlie della lupa invece era composta da:
- berretto a basco in lana nera
- camicia in cotone bianco
- gonna nera plissettata lunga fino al ginocchio, con fascia alla vita in stoffa bianca
- calze bianche corte
- scarpe basse nere in cuoio
- guanti bianchi.

Nel periodo invernale era aggiunta una mantellina corta grigio-verde.

## Fregi, distintivi e gradi
Un disegno che rappresentava la lupa nell'atto di allattare Romolo e Remo si trovava sul fez; sulla camicia si osservavano dei piccoli disegni che raffiguravano in maniera stilizzata due teste di lupa. I capi squadra si distinguevano per i loro gradi rossi a forma di V; tutte le indicazioni del reparto di appartenenza erano descritte nel gagliardetto, una piccola bandiera che si portava alle adunate e ai cortei.